# Unlimited Genocide
Unlimited Genocide – album debiutancki zespołu anarcho-punkowego Oi Polloi ze Szkocji. Materiał został wydany jak split z grupą A.O.A. przez C.O.R. Records w 1986 roku.

## Lista utworów
1. Go Green
2. You Cough/They Profit
3. Punx Or Mice?
4. Nuclear Waste
5. The Only Release?
6. Aparthied Stinx